# Всемирный день радиолюбителя
«Всемирный день радиолюбителя» (иначе «Международный день радиолюбителя», англ. World Amateur Radio Day, буквально — «Всемирный день любительского радио») — отмечают 18 апреля люди, увлечённые любительской радиосвязью.

## История и празднование
«Всемирный день радиолюбителя» празднуют радиолюбители более чем ста пятидесяти стран мира, но наиболее широко его отмечают в Международном радиолюбительском союзе (The International Amateur Radio Union, IARU).
Дата для «Дня радиолюбителя» выбрана не случайно. Именно в этот день, 18 апреля, в 1925 году, в столице Франции городе Париже энтузиастами радиодела был создан «Международный радиолюбительский союз», призванный объединить всех людей занимающихся радиолюбительской связью, которая в то время считалась чем-то фантастическим. В 2005 году в своём поздравлении с родственным праздником, депутат Государственной Думы Российской Федерации, член комитета по энергетике, транспорту и связи Е. Н. Галичанин так отозвался о радиолюбителях и их хобби:

«Как в прошлые годы, так и сейчас душой и движущей силой радио были и остаются радиолюбители. Их энтузиазм, преданность делу и самоотверженность — залог дальнейших достижений радио».

«Союз радиолюбителей России» был создан 18 октября 1992 года, а уже в 1994 году, как правопреемник Центрального Радиоклуба СССР, вошёл в «Международный радиолюбительский союз» и стал отмечать эту дату совместно с ним.
Каждый год Всемирный день радиолюбителя отмечается под новым девизом. Так, например, в 2007 году девизом праздника стал лозунг «Расширение мира радиосвязей». В 2013 году праздник был посвящён столетию со дня первого использования любительского радио в чрезвычайной ситуации.